# Bēnes pagasts
Bēnes pagasts er en territorial enhed i Auces novads i Letland. Pagasten havde 2.000 indbyggere i 2010 og omfatter et areal på 88,90 kvadratkilometer. Hovedbyen i pagasten er Bēne.